# Frankford Arsenal

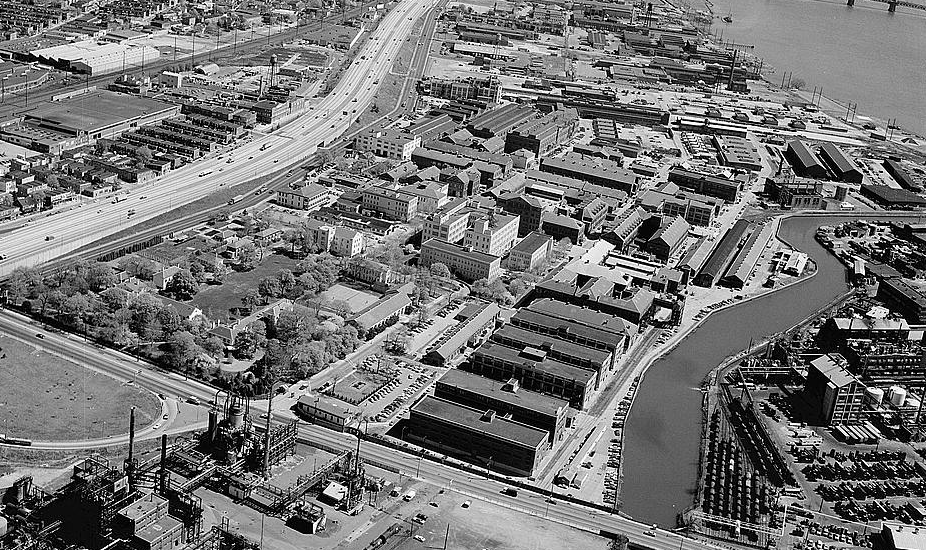
Vista aérea do Frankford Arsenal.

O Frankford Arsenal, é uma antiga fábrica de munições do Exército dos Estados Unidos localizada ao lado do bairro de Bridesburg, Filadélfia, Pensilvânia, ao norte do curso original do afluente Frankford Creek.